# Biskupice (powiat koniński)
Biskupice – (niem. zapis wtórny do nazwy polskiej Bischofsdorf) wieś w Polsce położona w województwie wielkopolskim, w powiecie konińskim, w gminie Grodziec, nad Czarną Strugą.

## Historia
Pierwsze wzmianki o wsi pochodzą z XIII wieku – były to wówczas dobra biskupie, stąd nazwa osady. W XVI wieku część dóbr nadal pozostawała w rękach kościelnych, a część należała do Biskupskich herbu Szreniawa. W 1827 stało tu 20 domów, które zasiedlało 280 osób, a w 1885 żyło we wsi około 400 osób. Następnymi właścicielami byli Taczanowscy. Po II wojnie światowej majątek uległ parcelacji. Przejęli go indywidualni rolnicy. We dworze urządzono szkołę. 
W latach 1954–1961 wieś należała i była siedzibą władz gromady Biskupice, po jej zniesieniu w gromadzie Grodziec. W latach 1975–1998 miejscowość należała administracyjnie do województwa konińskiego.

## Zabytki
We wsi znajduje się XIX-wieczny, klasycystyczny dwór. Poszczególne elewacje zachowały częściowo oryginalny detal architektoniczny. Wokół pałacu rozpościera się 6-hektarowy park z XIX wieku, a w nim stoją magazyny, gorzelnia oraz ruiny oficyny. Przez park przepływa Czarna Struga, nad którą żyją bobry europejskie.